# Spencer Gore
Pour les articles homonymes, voir Gore.
Spencer William Gore, né le 10 mars 1850 à Wimbledon et mort le 19 avril 1906 à Ramsgate, est un joueur de tennis et de cricket britannique.
Au milieu des années 1870, il joue au First-class cricket pour le Surrey County Cricket Club.
Il a remporté le premier tournoi de Wimbledon en 1877 et toucha 12 guinées. Il arrêta sa carrière après sa défaite en finale de Wimbledon l'année suivante, trouvant le jeu trop ennuyeux.
Il est le frère du théologien Charles Gore et le père de l'artiste Spencer Frederick Gore.

## Palmarès (partiel)

### Titre en simple
|   | Date | Nom et lieu du tournoi       | Cat.      | Surf.        | Finaliste        | Score         |          |
| 1 | 1877 | The Championships, Wimbledon | G. Chelem | Herbe (ext.) | William Marshall | 6-1, 6-2, 6-4 | Parcours |

### Finale de simple perdue
|   | Date | Nom et lieu du tournoi       | Cat.      | Surf.        | Vainqueur   | Score         |          |
| 1 | 1878 | The Championships, Wimbledon | G. Chelem | Herbe (ext.) | Frank Hadow | 7-5, 6-1, 9-7 | Parcours |